# Exechia brevicornis
Exechia brevicornis är en tvåvingeart som beskrevs av Senior-white 1922. Exechia brevicornis ingår i släktet Exechia och familjen svampmyggor. Inga underarter finns listade i Catalogue of Life.